# Березанський район (Київська область)
Березанський район — колишній район в Українській РСР у 1923–1930 і 1935–1962 роках на території сучасної Київської області із центром у селі Березань. До 1927 року носив назву Лехнівський район.
У 1923–1925 роках район входив до Прилуцької округи Полтавської губернії, потім до Київської округи (у 1925–1930 роках) і недовго підпорядковувався центральному уряду УСРР (у 1930 році). У 1935–1962 роках район входив до Київської області.
У 1930 році Березанський район було ліквідовано шляхом об'єднання із Баришівським із центром у Баришівці, а у 1935 році відновлено як окремий район із частини Баришівського району.

## Історія

### Перший Березанський (Лехнівський) район (1923–1930)
У 1923 році в Українській СРР було проведено районування, внаслідок якого утворено округи і райони замість повітів і волостей. Зокрема, постановами ВУЦВК від 7 березня і 12 квітня було утворено Лехнівський район у складі Прилуцької округи Полтавської губернії, до якого увійшли території Війтівської, Лехнівської й Березанської волостей Переяславського повіту Київської губернії. Район складався з 21 сільради (сіл Березань, Велика Круполь, Войкове, Корніївка, Леляки, Лехнівка, Лукаші, Лук'янівка, Мала Березанка, Мала Круполь, Недра, Паришків, Пилипча, Рудницьке, Семенівка, Софіївка, Усівка, Черевки, Ярешки і 21 хутір), мав площу 761 кв. верст і населення 37283 осіб.
10 червня 1925 року Лехнівський район було передано до Київської округи.
Станом на березень 1926 року центром Лехнівського району було містечко Березань, а сам район складався із 22 сільрад, до яких входило 36 поселень: 1 містечко (Березань), 20 сіл, 13 хуторів та 2 залізничні будки.
До 1927/28 років відбулося перейменування Лехнівського района на Березанський.
2 вересня 1930 року було прийнято постанову, якою з 15 вересня Київська та всі інші округи ліквідовувалися, а всі райони, включно із Березанським, підпорядковувалися безпосередньо центральному уряду УСРР. Також було ліквідовано Баришівський район із повним включенням його території до Березанського району.
Постановою ВУЦВК від 22 вересня 1930 року центр Березанського району було перенесено з села Березань до села Баришівки, а район перейменовано на Баришівський.
1932 року Баришівський район увійшов до складу новоутвореної Київської області.

### Другий Березанський район (1935–1962)
У 1935 році в УСРР було розукрупнено райони. Зокрема, постановами ВУЦВК від 22 січня і 17 лютого було відновлено Березанський район Київської області у складі 17 сільських рад із центром у селі Березань. До району було включено: Березанську, Войтівську, Велико-Крупольську, Жуківську, Леляківську, Лехнівську, Мало-Березанську, Мало-Крупольську, Мало-Супоївську, Недрянську, Пилипчинську, Семенівську, Софіївську, Усівську, Хмільовицьку, Черевківську та Ярешківську сільські ради, вилучених зі складу Баришівського району.
Станом на 1 вересня 1946 року в районі було 27 населених пунктів, які підпорядковувались 18 сільським радам. З них 18 сіл і 9 хуторів.
До складу району входили такі сільради: Березанська, Велико-Крупільська, Войківська, Жовтнева, Жуківська, Леляківська, Лехнівська, Малоберезанська, Малокрупільська, Малосупоївська, Недрівська, Пилипчанська, Софіївська, Усівська, Хмельовицька, Черевківська та Ярешківська.
Район ліквідований 30 грудня 1962 року, майже усі його населені пункти відійшли до Баришівського, а села Малосупоївської та Черевківської сільських рад — до Яготинського районів.